# Parthenicus soror
Parthenicus soror är en insektsart som först beskrevs av Van Duzee 1917.  Parthenicus soror ingår i släktet Parthenicus och familjen ängsskinnbaggar. Inga underarter finns listade i Catalogue of Life.